# Bellavista (cucina)

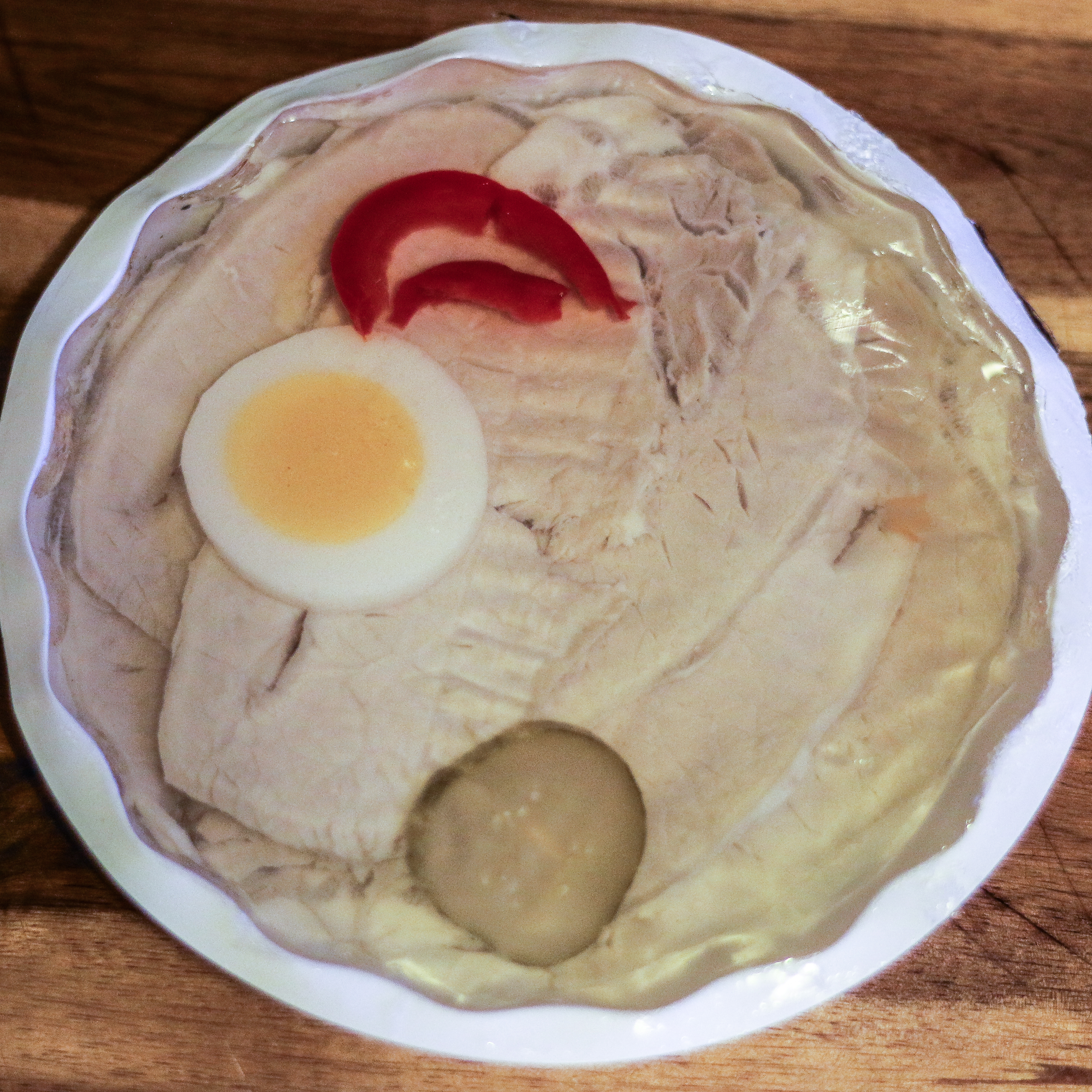
Carne fredda in bellavista

Nell'arte culinaria, le preparazioni di piatti ricoperti di gelatina vengono dette in bellavista.

## Preparazione
In cucina, le pietanze realizzate in bellavista sono piatti freddi che si possono servire in tavola o al buffet, generalmente presentate su piatti da portata di grande dimensione, coreograficamente definite.
Spesso il termine indica un pesce servito senza pelle, gelatinato e decorato.
La gelatina usata a livello domestico è di solito quella già pronta, detta anche colla di pesce perché ottenuta anticamente dal grasso di halibut, ma a livello industriale oppure nelle cucine dei grandi alberghi o dei grandi ristoranti essa viene preparata con un lungo processo di cottura utilizzando il grasso e le cartilagini dei bovini.